# 消しゴム

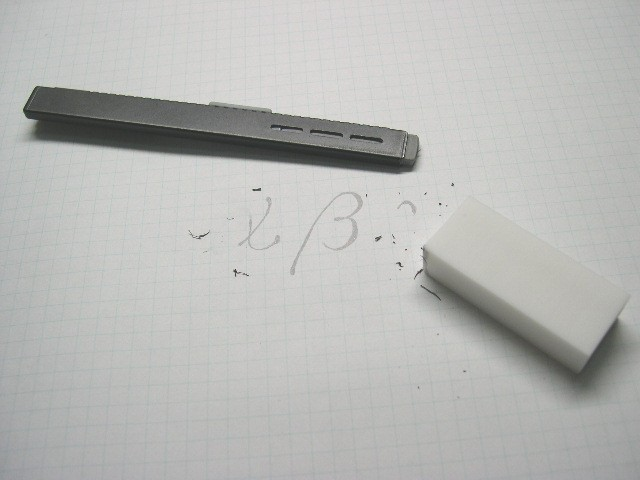
左：製図用消しゴム
右：一般的なプラスティック消しゴム

鉛筆と消しゴムと鉛筆削り。

消しゴム（けしゴム、英:eraser）とは、主に鉛筆などで書かれたものを消去するときに使う文房具。従来は天然ゴムが主成分だったためそう呼ばれる。2018年現在はプラスチック製が主流のため字消し（じけし）とも呼ばれるが、慣用的に消しゴムと呼ばれている。英語ではrubber（ラバー、《米》eraser《イレイサー》）である。直方体のものが最も一般的であるが、ボールペンのような形のノック式の消しゴムなども販売されている。また、色調は一般に白色のものが多いが黒色など色付きのものもある。

## 歴史
かつてはパンが使われていたが1770年、イギリスのジョゼフ・プリーストリーが、ブラジル産のゴムに紙に書いた鉛筆の字を消し去る性質があることを発見したのが消しゴムの始まりである。発見日とされる4月15日はRubber Eraser Dayとされている。1772年頃にはロンドンで市販されており、「rub out（こするもの）」と呼ばれた。これが、今日ゴム一般を意味する英単語ラバー（rubber）の語源である。なお、現在でもパンが消しゴムとして用いられることはある。
日本では、明治初頭の1886年に東京の町工場「三田土ゴム製造株式会社」で日本で初めての国産の消しゴム製造が始まった。その後各社参入し改良が加えられ、1959年、日本のシードゴム工業（現在の株式会社シード）がより消去性に優れたプラスチック字消しを開発し、以後その性能から市場の主流となる。天然ゴムは後述の特殊用途の品を除き、原材料として現在はほとんど使用されていない。
なお、消しゴムが存在する前の時代、パンを使っていた当時は字消しのパンを「消しパン」、そして食事のためのパンを「食パン」と呼んでおり、それが現在の「食パン」の語源となっているといわれているが、これは俗説である。消しゴムは1770年代にはすでに製品として存在していた。少なくとも日本に鉛筆という語ができた時代には、すでに消しゴムもあったのである。そして、パンを字消しとして使用した時代でも、わざわざ字消し専用にパンが製造されたわけではなく、製造後時間が経過して食味に劣ったパンを使用していた。現在でも、木炭デッサンにおいて消しゴムは紙を痛めるため、油分の少ないパンを用いて描線を消去することがある。

## 呼称
一般的には原材料のいかんにかかわらず「消しゴム」という名称が使用されるものの、消しゴムメーカーの業界団体である日本字消工業会をはじめ、メーカー側の表記としては「字消し」が用いられている。
これは日本産業規格（JIS）のプラスチック字消しの規格（JIS S 6050）に、名称として「プラスチック字消し」「Plastic eraser」「プラスチック」などと表示しなければならないとされているためである。なお、天然ゴムを使用した消しゴムの規格であったJIS S 6004は1999年、廃止されている。

## 原理

消しゴムで字を消すようす

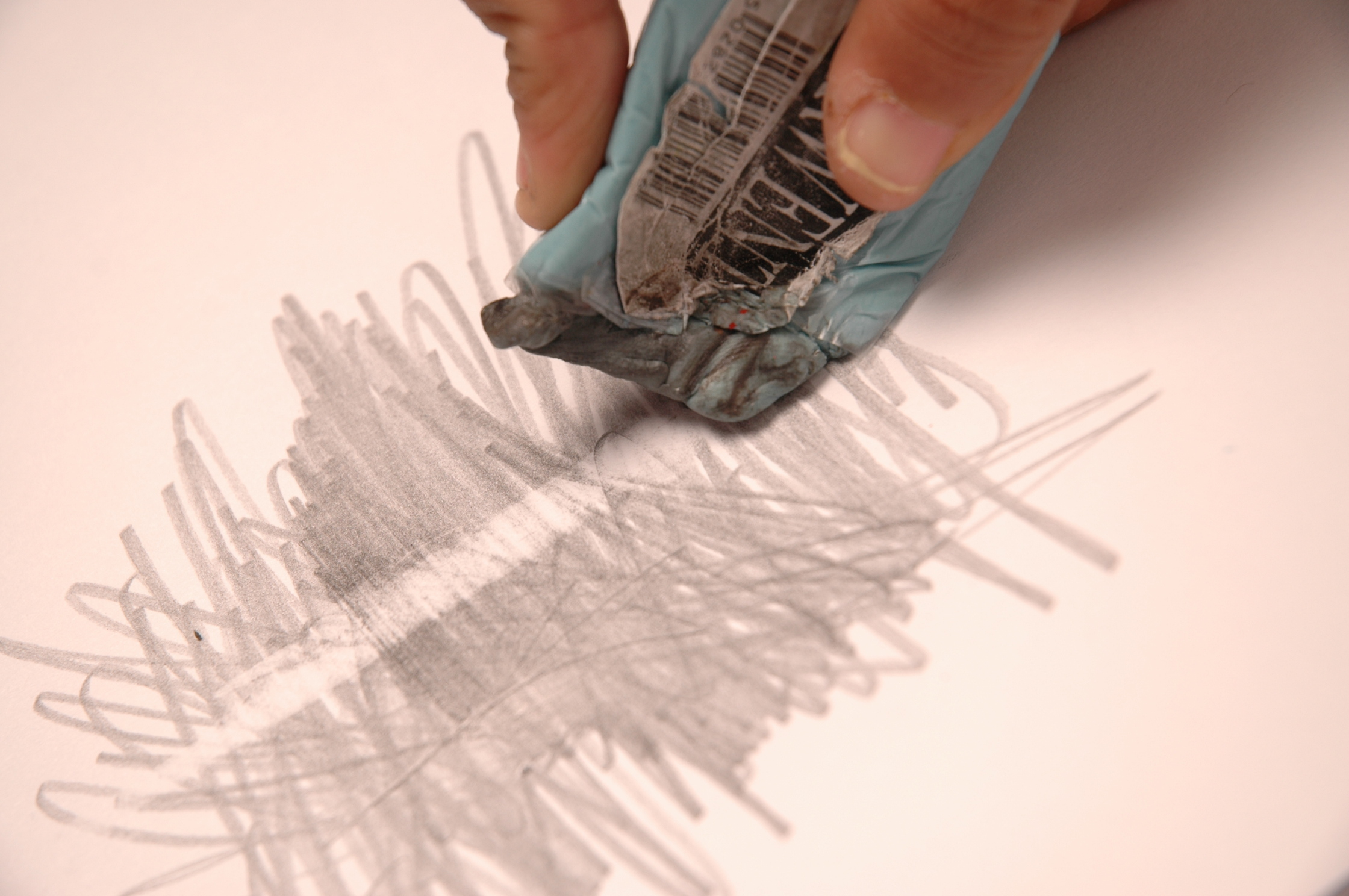
練り消しゴム

鉛筆で書いた線が消える原理は単純なものである。まず、鉛筆で書いた部分には黒鉛（鉛筆の芯の成分）が付着する。消しゴムでこれをこすると、ゴムが紙に付着した黒鉛を剥がし取りながら、消しゴム本体より消しくずとして削れ落ちる。さらにその消しくずが紙から黒鉛を剥がし取りつつ、包み込んで取り除く。紙からは完全に黒鉛が除去されて消しくずに移行し、消しゴムには新しい表面が露出する。以上のサイクルで消しゴムが減り、消しくずが出て字が消える。
通常、ボールペンなどのインクで書かれた線は、インクが紙に染み込むために通常の消しゴムで消すことはできないが、砂消しゴムは研磨砂を配合してあり、インクを紙ごと削ることにより消すことを目的にした製品である。
プラスチック消しゴムは、ポリ塩化ビニルにフタル酸系可塑剤や炭酸カルシウム、安定剤を加えて軟質に固めたもので、消しくずがすみやかに出るため消字性能が高い。プラスチック消しゴムやその消しくずを、CDケースなどのプラスチック製品と長期間接触させておくと、プラスチック消しゴムに大量に含まれている可塑剤が移行し、溶けて融合してしまうことがある。消しゴムを覆うスリーブ（紙ケース）は、消しゴムを長時間入れておくとプラスチック製筆箱などがこの作用で溶かされてしまうことを防ぐためのものでもある。またプラスチック消しゴムはポリ塩化ビニルを使用しているので、燃やすとダイオキシンが発生するなど環境負荷が大きい（これは学校などで焼却炉が使用された時代で問題とされたが、現代日本の高度なごみ焼却では影響は少ないとされる）。
前述の欠点を克服し環境負荷を軽減する商品として、合成ゴム系などの非塩化ビニル（non PVC、PVCフリー）の消しゴムも多くのメーカーで製品化されており、プラスチック消しゴムに近い消字率90%台も実現されている。

## 種類
プラスチック字消し
プラスチック消しゴムとも。プラスチック（主として、ポリ塩化ビニル）から生成した消しゴムで、最近の主流である。まとまるタイプ（まとまるくんなど）やハードタイプなど、配合により様々なものが作られる。
ゴム字消し
ラバー消しゴムとも。古典的には天然ゴムやファクチスを主成分として、加硫で弾力が与えられた消しゴム。新しいものではスチレン系やオレフィン系の合成ゴム（熱可塑性エラストマー）も使われる。シャープペンシルのキャップ内部や鉛筆の頭部などに付けられる消しゴムには、減りが少なく強くて折れにくいゴム字消しが用いられる。
砂消しゴム（砂消し）
珪砂などの研磨剤を含んだ消しゴムで、インクの浸透した部分を紙ごと削ることによって消す。最近では修正液や修正テープを使用することが多い。砂消しゴムも研磨砂を担持する接着力と紙を削る機械強度を要求されるため、天然ゴムで作られる。欠点として、インクを削り取るというと特性上、同じ箇所に対して1度に使用出来る回数は少ないといったことが挙げられる。
練り消しゴム（ねりけし）
美術のデッサンやパステル画で使用される消しゴム。柔らかく紙を傷めない反面、消字性は劣る。押し付けて消したり、変形させて利用することができ、消しくずが出ない。ゴム材料に加硫せずに作られる。
電動字消器
主に製図などに用いられるものとして、先端に専用の円柱状の小さな消しゴムを取り付けて電気による振動や回転によって字を消す電動字消器がある。
おもちゃ
また、消すことに主目的を置かない消しゴムもある。例としてはスーパーカー消しゴムや漫画のキャラクター（キン肉マン、ケシカスくんなど）、へんてこキャラクター（かみつきばあちゃん）、食べ物などを模した消しゴムが挙げられる。これらのものには、成形ディテールを優先するために可塑剤を減量して強度を増したことにより、字消しとしての性能が犠牲になっているものがある。それらは文房具というより、文具流通を利用した、学校に持ち込めるおもちゃという側面が強い。

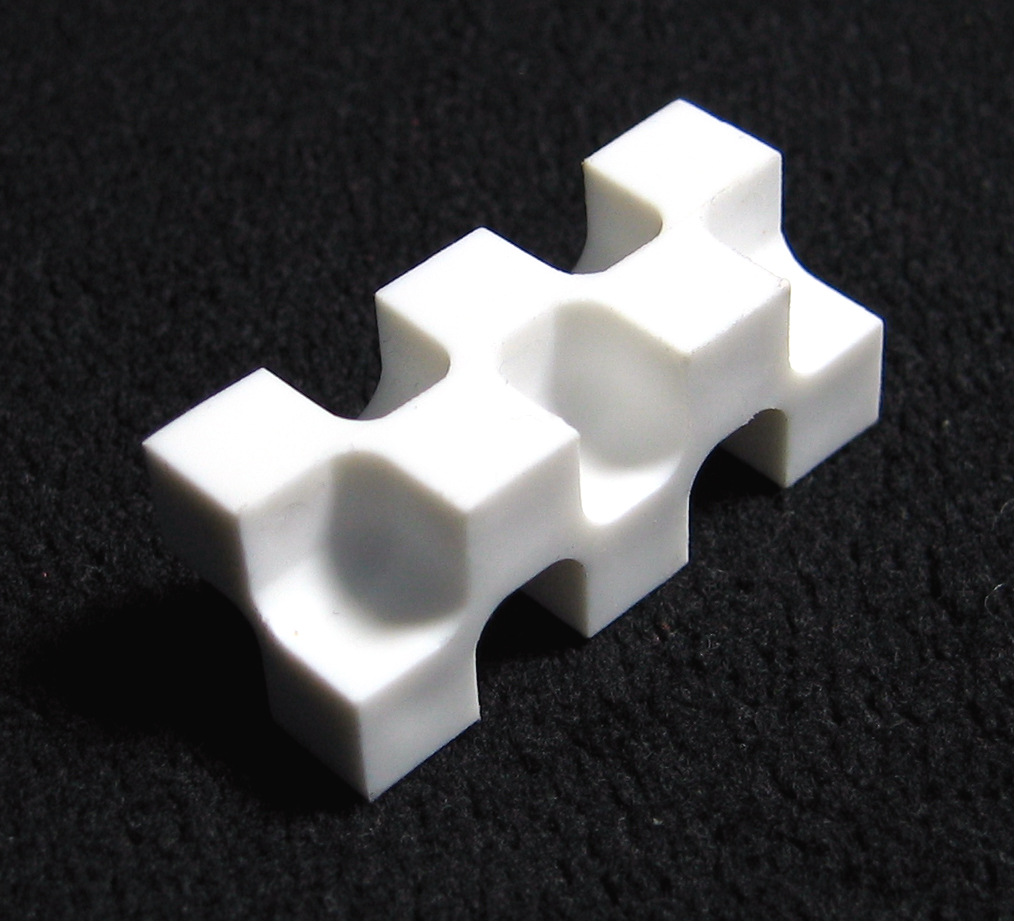
頂点を多く設けた消しゴム（カドケシ）
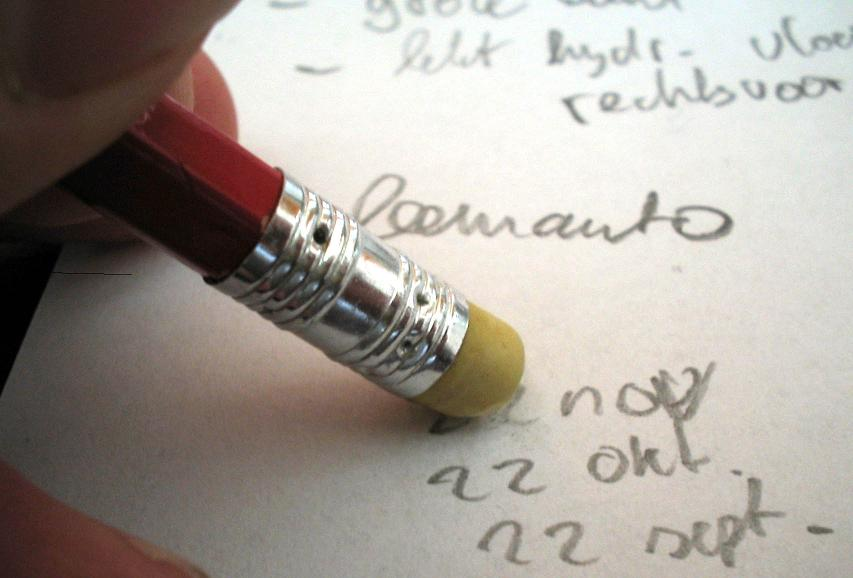
鉛筆先端のゴム字消し
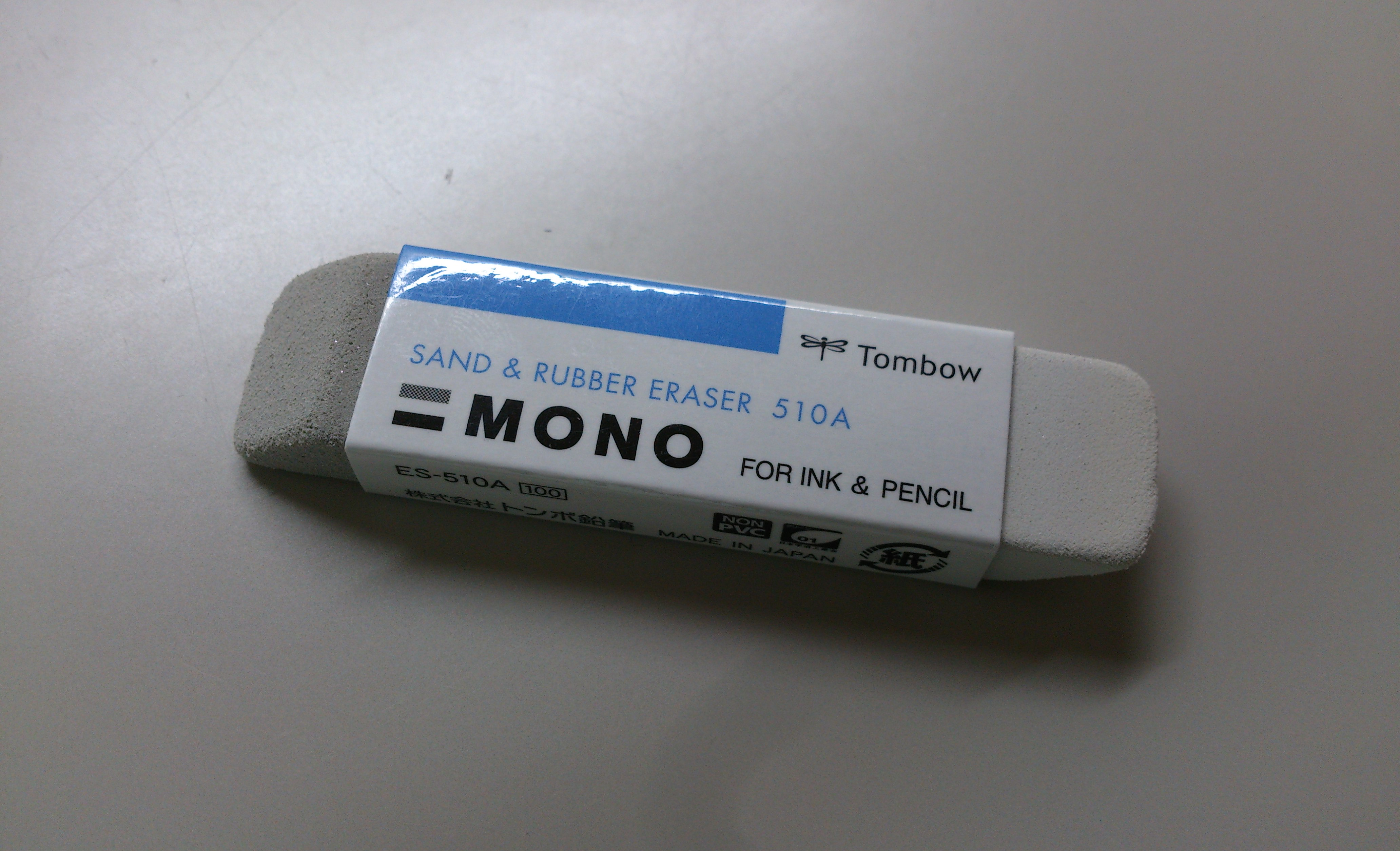
砂消しゴム
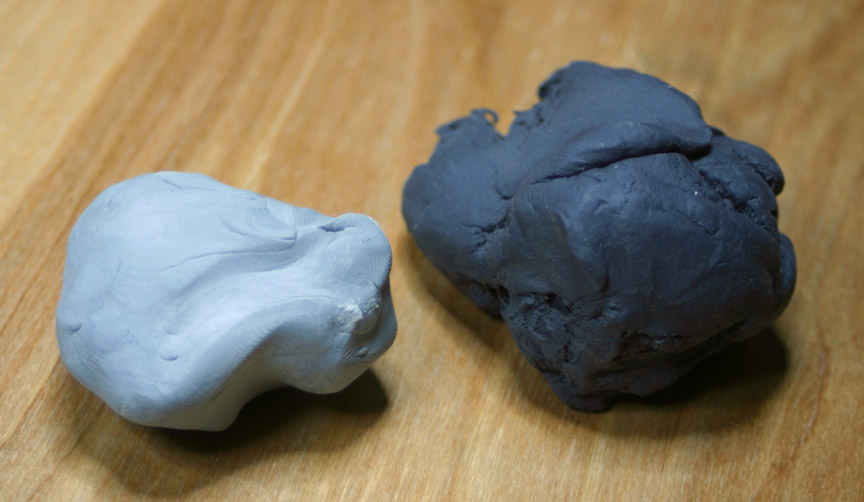
練り消しゴム
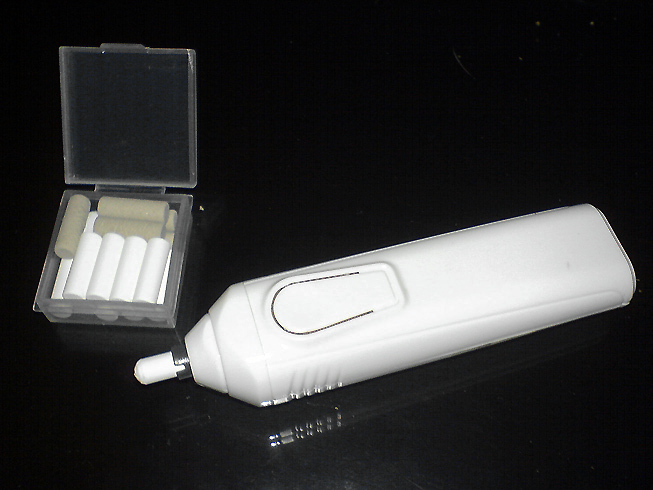
電動字消器
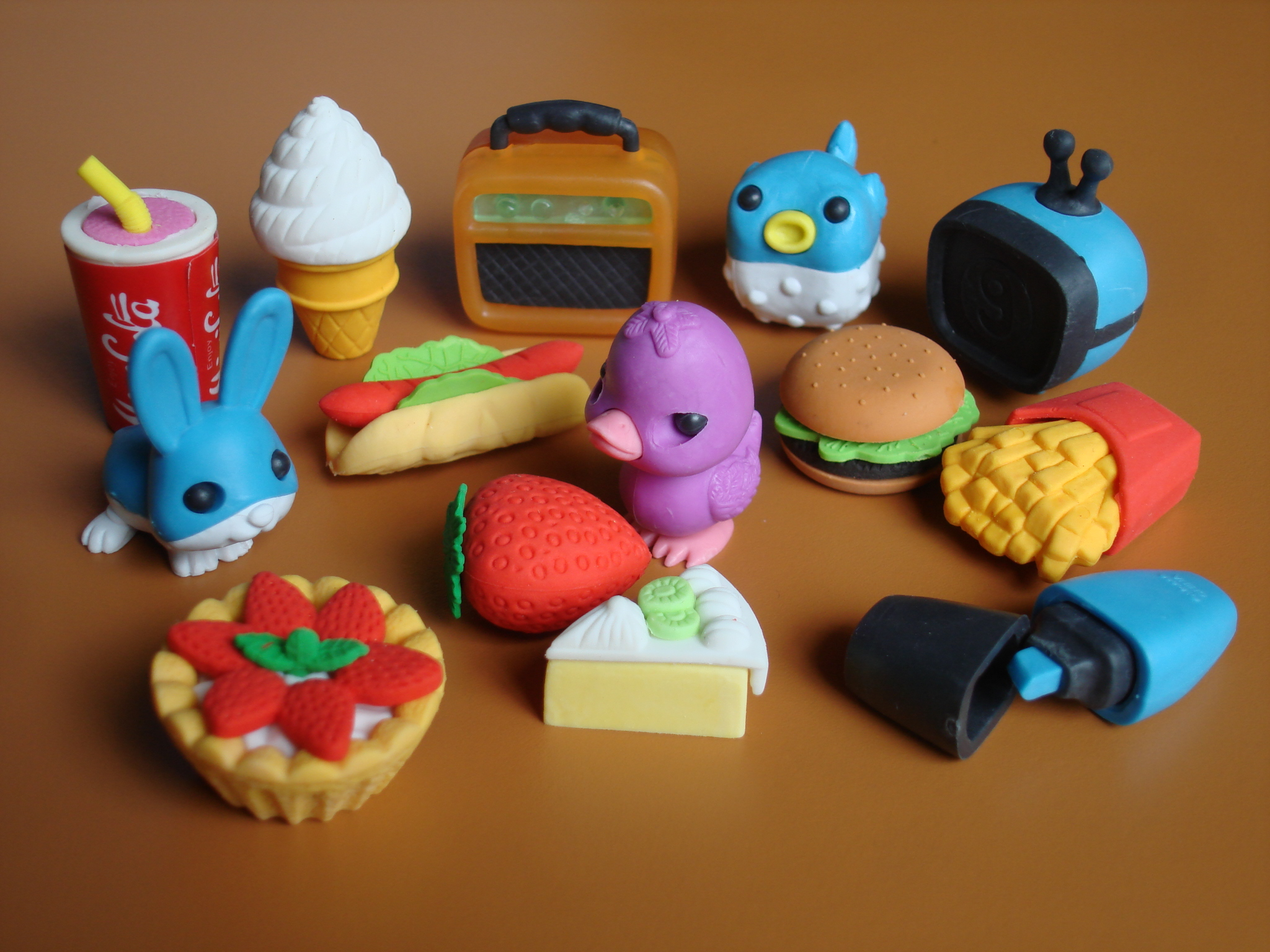
消しゴムのおもちゃ

## 日本の主な製造元

### 製造中

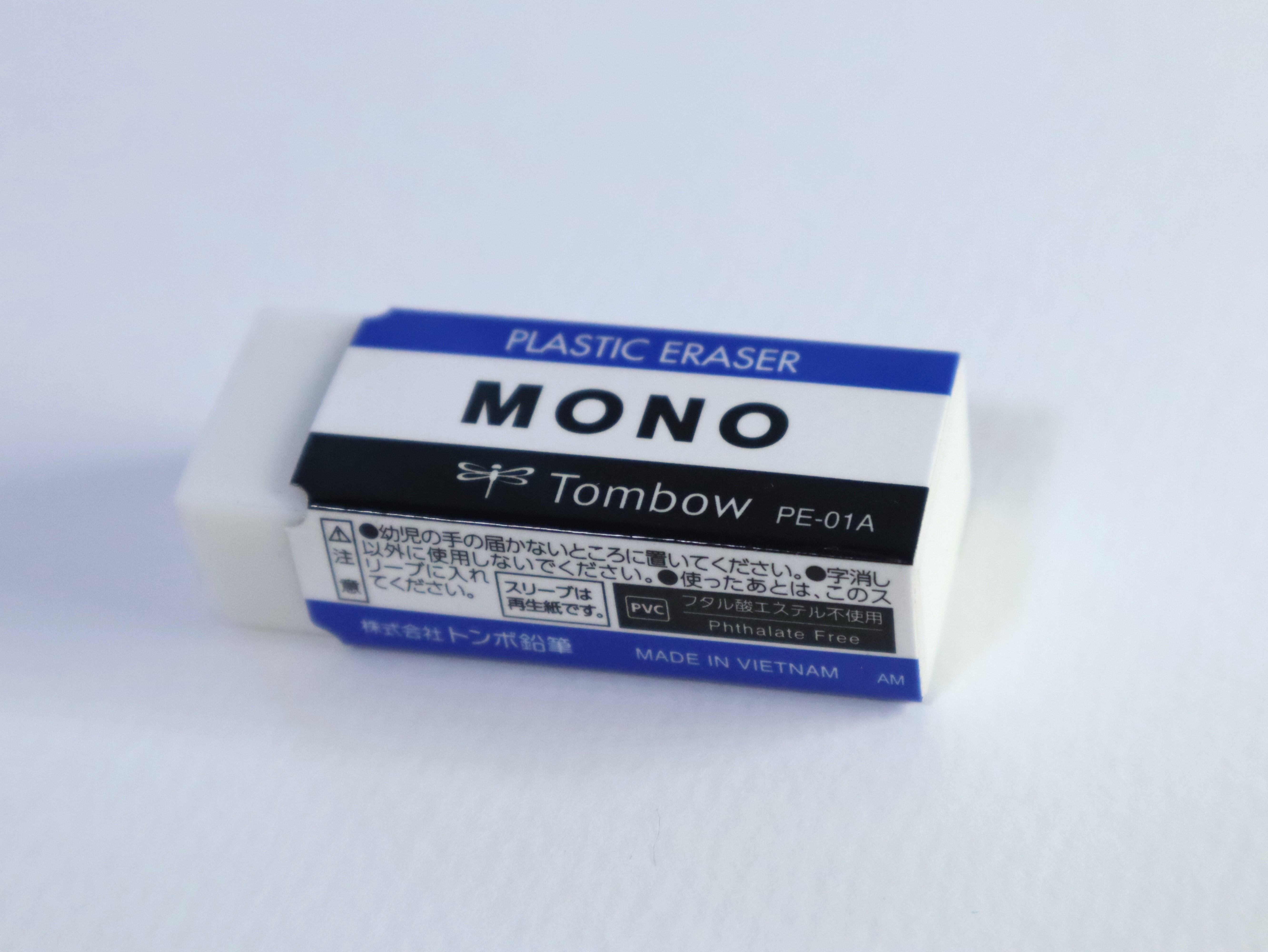
トンボ鉛筆 MONO

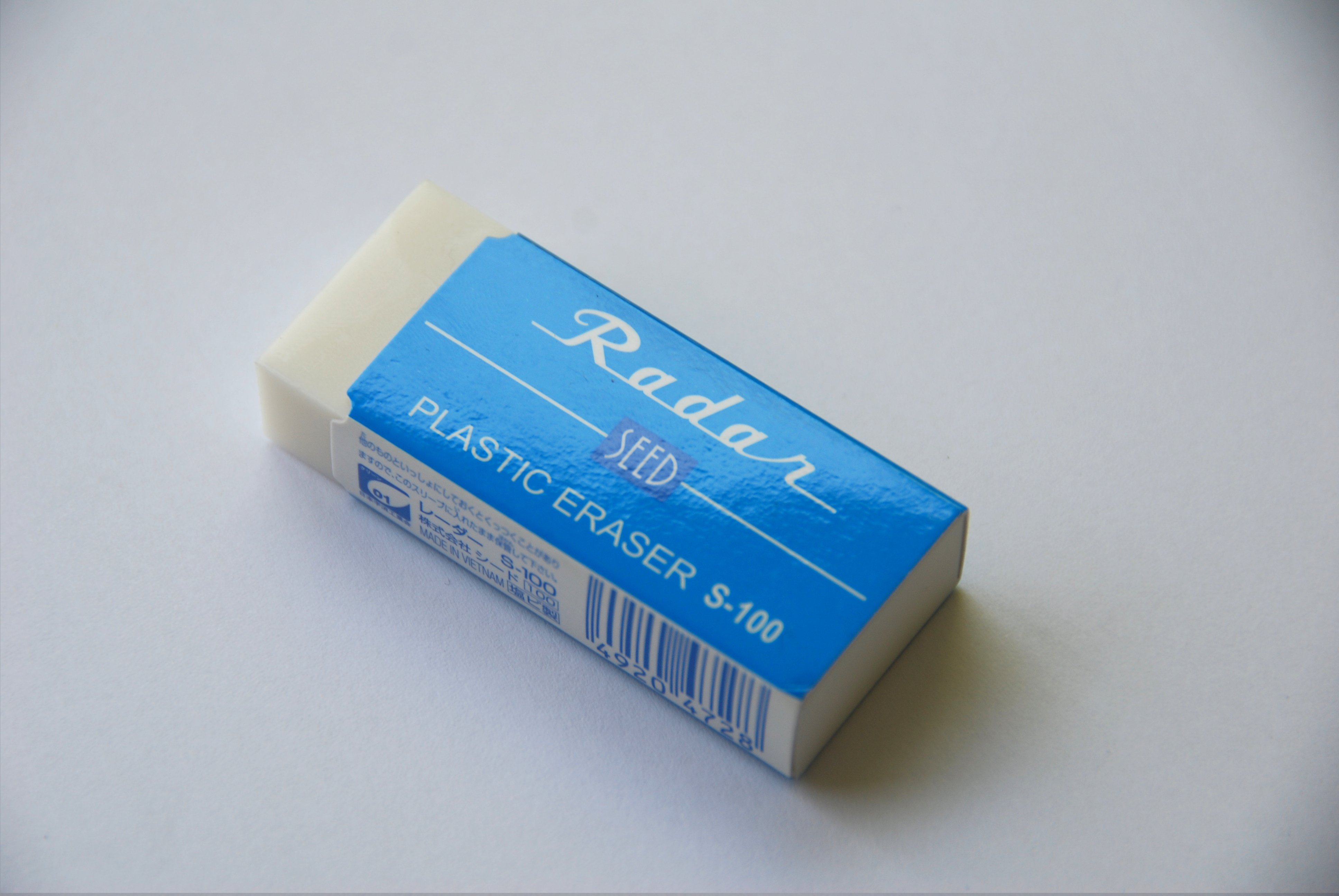
シード Radar

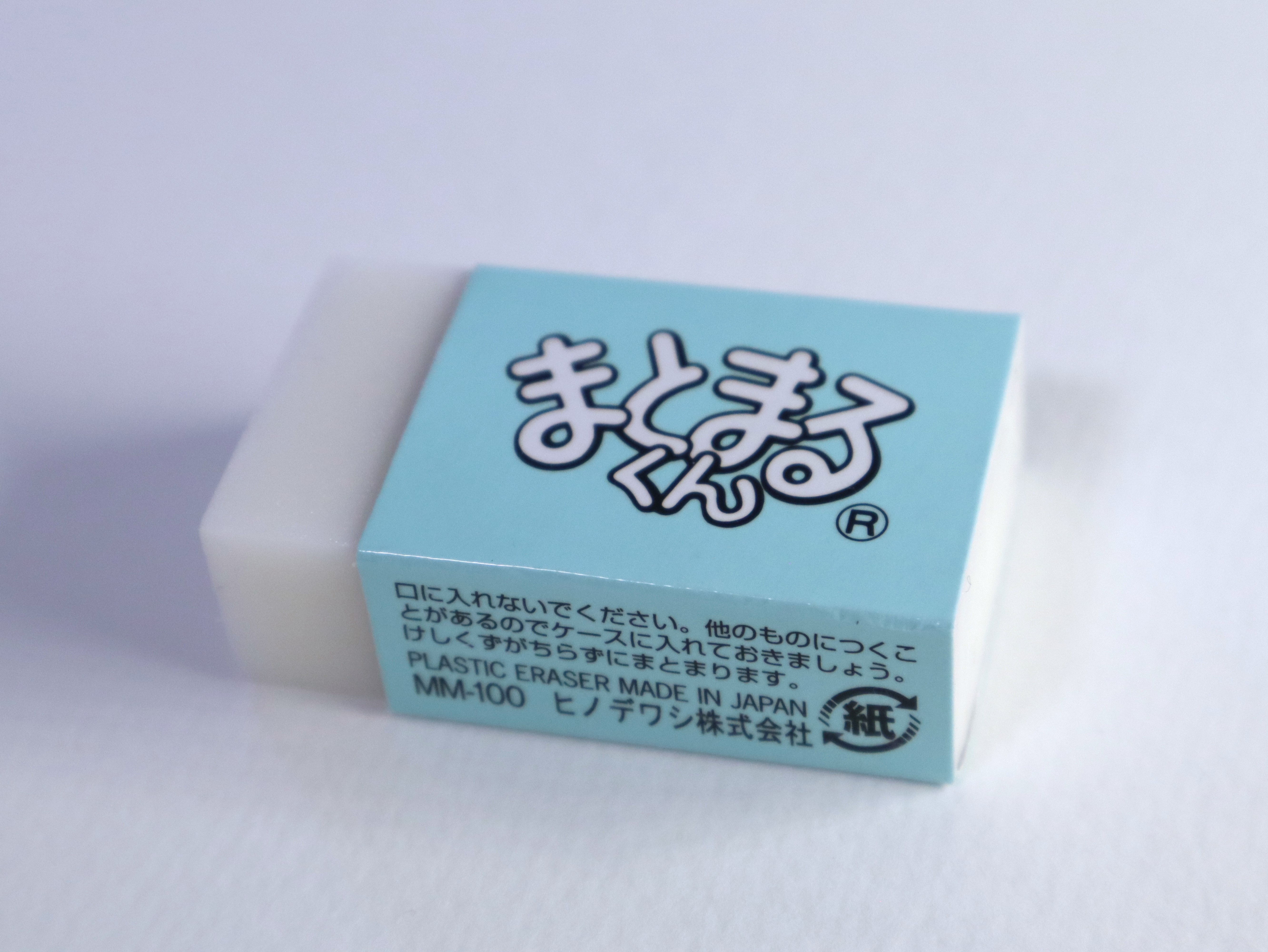
ヒノデワシ まとまるくん

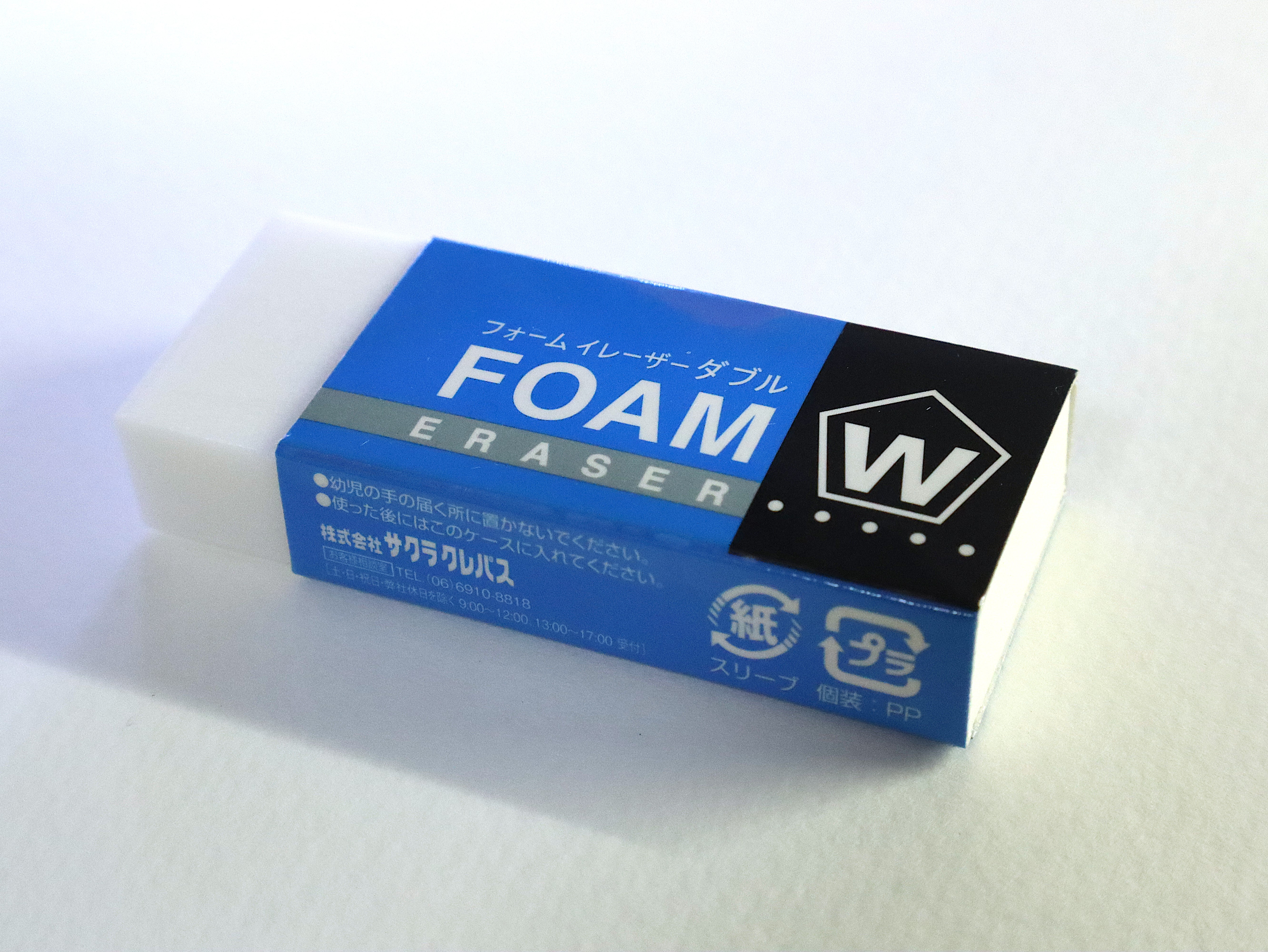
ラビット FOAM ERASER W

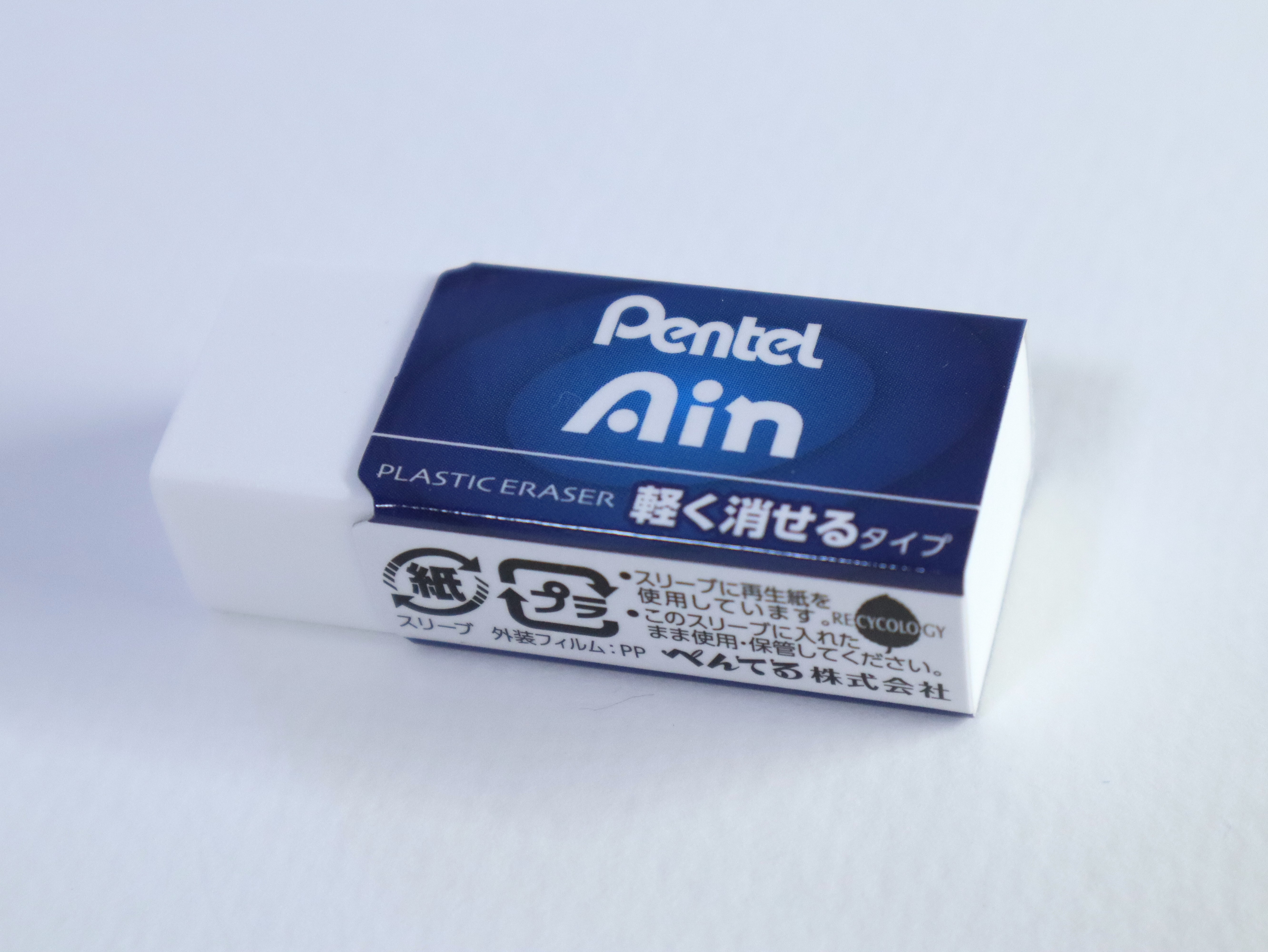
ぺんてる Ain

一般用途で使用される消しゴムを製造するメーカーは以下がある。
- トンボ鉛筆 - MONO[注 1]
- シード - Radar
  - ライオン事務器（LION、GAZA[注 2]）
- ヒノデワシ - まとまるくん
  - PLUS（AIR-IN、OMNI）
  - 三菱鉛筆（uni）
- ラビット - FOAM ERASER W
  - サクラクレパス（Arch）
  - パイロット（FOAM ERASER）
  - コクヨ（RESARE）
- ぺんてる - Ain

三菱鉛筆やパイロット（上記でインデントされている企業）など、いくつかの文具用品メーカーの中には自社で製造せずOEM供給を受けているところも多々ある。日本字消工業会の加盟メーカーの製造品であれば、パッケージ上の「クリーンマーク番号」で個別の製造元が確認できる。
また、キャラクター消しゴム等を製造するメーカーは以下がある。
- イワコー - オリジナル消しゴム、キャラクター消しゴムなど
- ヤジマ - オリジナル消しゴム、キャラクター消しゴムなど[22]
- アミン - オリジナル消しゴム、キャラクター消しゴムなど

### 廃業・生産終了
- ホシヤ - Keepを製造していた[注 3]。
- ヤマヤス（日本プラス） - 中まで絵柄の入った消しゴムなどのオリジナル消しゴムを生産していた。なお、クリーンマーク10番だった[23]。
- 株式会社ポインター - 以前までホシヤの「Keep」や、自社の創作消しゴムを製造していた。なお、クリーンマーク15番だった[24]。
- 田口ゴム工業 - 1913年2月創業。「日ノ出向鳥印 (HINODE MUKAIDORI)」として販売していた。なお、クリーンマーク3番だった[23]。
- 岩崎商店 -「キリンプラスチック字消」を販売していた[25]。
- 日本ノダロン - 納多次績が呉羽ゴム工業から独立して日本ノダロンを設立し生産を始めた[25]。
- インディアン -「パゴダビニール字消」を販売していた[25]。
- 三田土ゴム - 国産初の消しゴムだった[26]。